# Terbacil
Terbacil ist eine chemische Verbindung aus der Gruppe der Uracilderivate.

## Gewinnung und Darstellung
Die Synthese von Terbacil kann auf zwei Wegen ablaufen. Eine mögliche Route beginnt mit der Reaktion von Ammoniak, Phosgen und tert-Butylamin zu tert-Butylharnstoff. Dieser wird in einer Kondensation mit Methylacetoacetat zu 3-tert-Butyl-6-methyluracil umgesetzt. Durch Chlorierung entsteht Terbacil.
Eine Alternative Route stellt das Zwischenprodukt 3-tert-Butyl-6-methyluracil durch eine veränderte Reaktionssequenz aus den gleichen Edukten her.

## Eigenschaften
Terbacil ist ein weißer brennbarer Feststoff, der schwer löslich in Wasser ist. Die Verbindung beginnt bereits unterhalb ihres Schmelzpunktes zu sublimieren. Es ist stabil gegen Hydrolyse und Photolyse im pH-Wert Bereich von 5 bis 9.

## Verwendung
Terbacil wird als Pflanzenschutzmittel verwendet. Es wurde in den USA erstmals 1966 als Herbizid zugelassen und wird zur Bekämpfung vieler ein- und mehrjähriger Unkräuter verwendet.

## Zulassung
Terbacil ist nicht auf der Liste der in der Europäischen Union zulässigen Pflanzenschutzmittel-Wirkstoffe enthalten.
In den EU-Staaten einschließlich Deutschland und Österreich sowie in der Schweiz sind keine Pflanzenschutzmittel  mit diesem Wirkstoff zugelassen.